# Domenico Spinucci
Domenico Spinucci (ur. 2 marca 1739 w Fermo, zm. 21 grudnia 1823 w Benewencie) – włoski kardynał.

## Życiorys
Urodził się 2 marca 1739 roku w Fermo, jako syn Giuseppego Spinucciego i Beatrice Vecchi-Buratti. Studiował na Uniwersytecie Bolońskim, gdzie uzyskał doktorat utroque iure. 19 marca 1763 roku przyjął święcenia kapłańskie. 3 kwietnia 1775 roku został tytularnym arcybiskupem Targi, a dwa tygodnie później przyjął sakrę. Dwa lata później został biskupem Maceraty, a w 1796 – arcybiskupem Benewentu. 8 marca 1816 roku został kreowany kardynałem prezbiterem i otrzymał kościół tytularny San Callisto. Zmarł 21 grudnia 1823 w Benewencie.